# فيقن (بربرود الغربي)
فیقن (بالفارسية: فیقان) هي قرية تقع في إيران في قسم بربرود الغربي الریفي. يقدر عدد سكانها بـ 173 نسمة بحسب إحصاء 2016.